# 투맨쇼, 두남자와 만납시다
《투맨쇼 두 남자와 만납시다》는 대한민국 서울방송(SBS)에서 제작, 밤 시간대에 방송된 토크 쇼 프로그램이다. 진행자는 조영남, 임백천이다. 1994년 1월 8일부터 첫 방송을 시작으로 토요일, 일요일에 방송되었고, 같은 해 1994년 4월 17일에 종영되었는데 MC들이 하고 싶은 말을 할뿐 게스트가 할 말을 못하는 기현상이란 지적이 있었으며 메인 MC 조영남은 불필요한 간투사 및 비표준 발음을 사용한 데다 무의미한 감탄사를 습관적으로 사용하여 방송언어 부적격이란 지적을 받아왔다.